# Cimetière de Bogenhausen

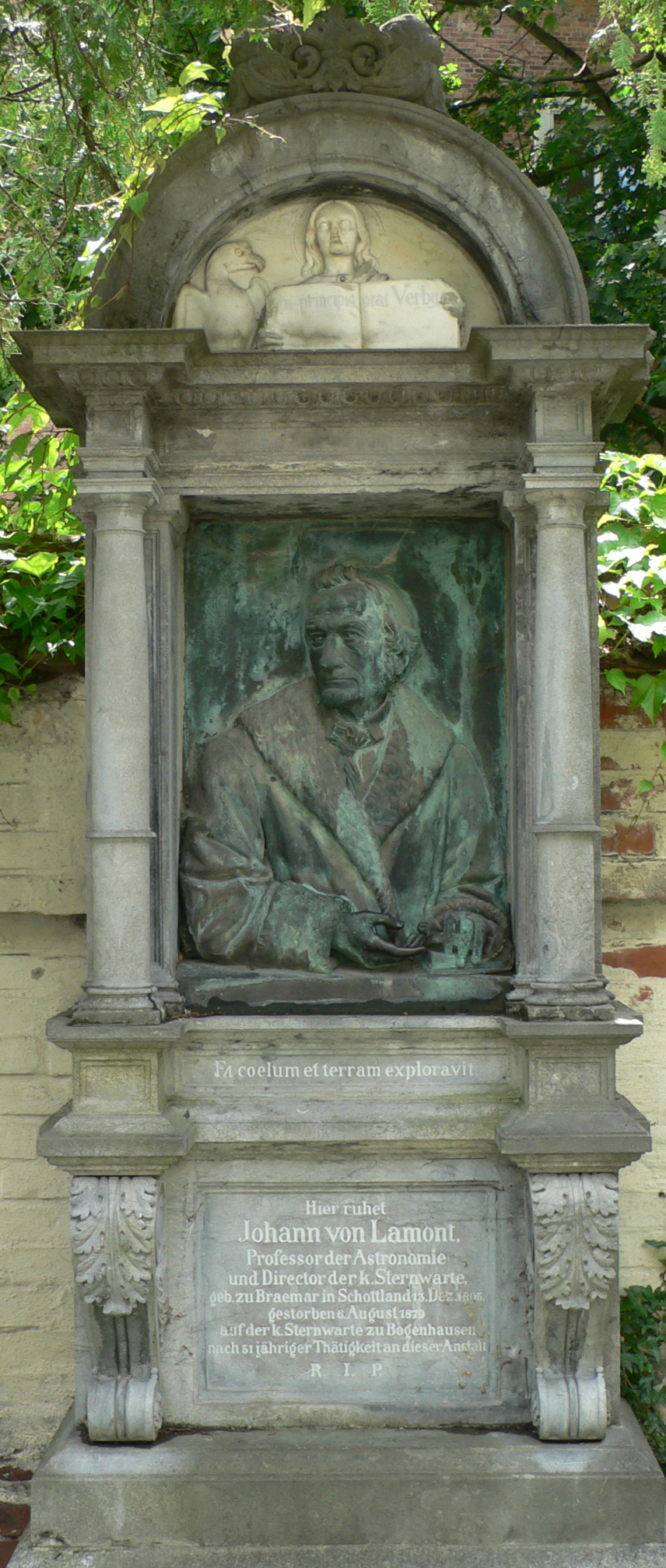
Tombe de Johann von Lamont.

Le cimetière de Bognehausen (Bogenhausener Friedhof), officiellement cimetière Saint-Georges de Bogenhausen (Friedhof St. Georg), est un cimetière qui se trouve en Bavière et qui dépend de l'église Saint-Georges de Bogenhausen, sur la rive droite de l'Isar dans le secteur munichois de Bogenhausen. 

## Description
Il s'agit d'un petit cimetière aux sépultures simples, loin des mausolées et sépultures ouvragées des grands cimetières munichois. Il donne directement sur le parvis de l'église Saint-Georges. Il est entouré d'un mur et divisé en trois sections. Depuis le milieu des années 1950, il abrite nombre de tombes de personnalités du monde de l'art et du cinéma ou de la culture en général.

## Histoire

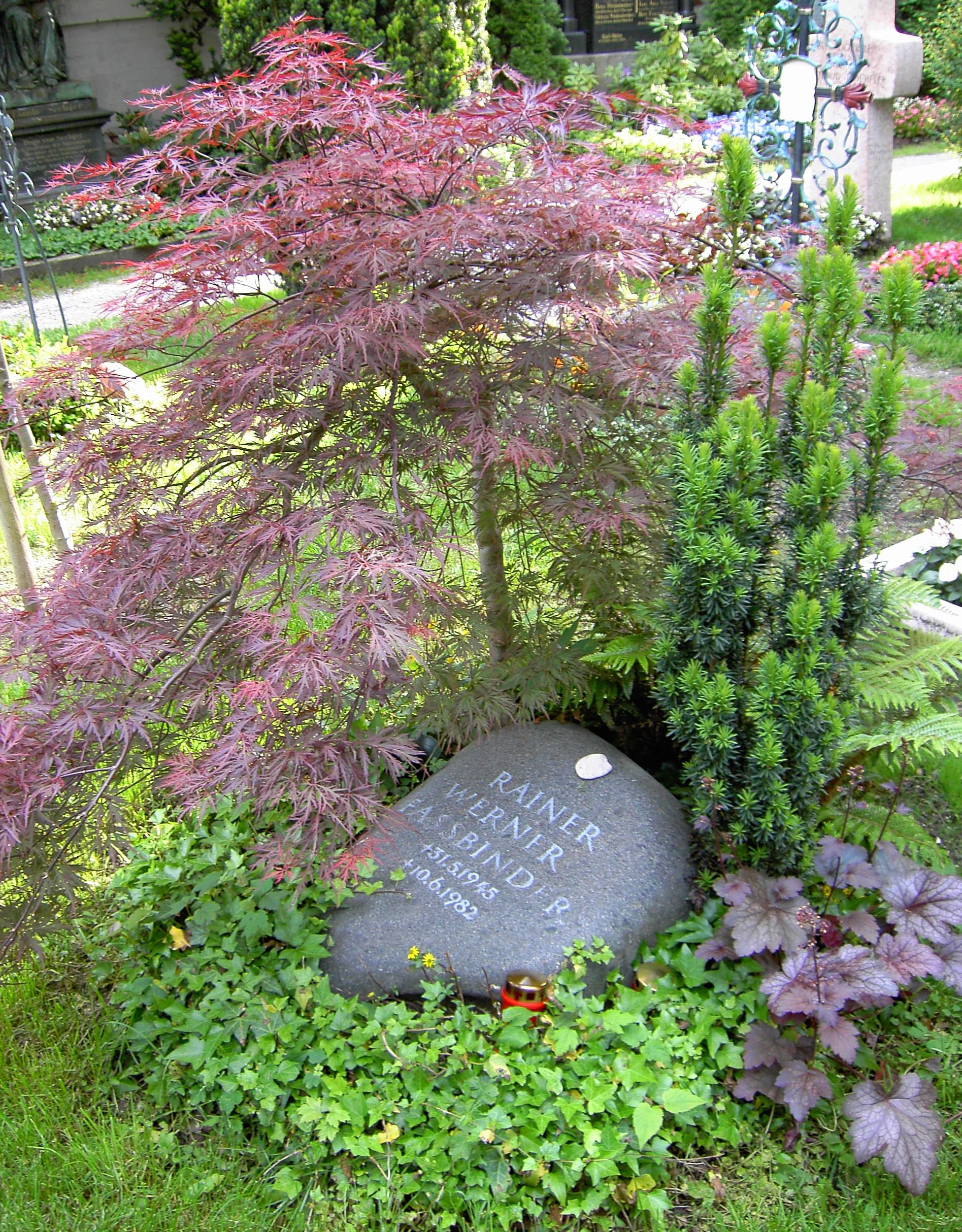
Pierre tombale de Rainer Werner Fassbinder à Bogenhausen.

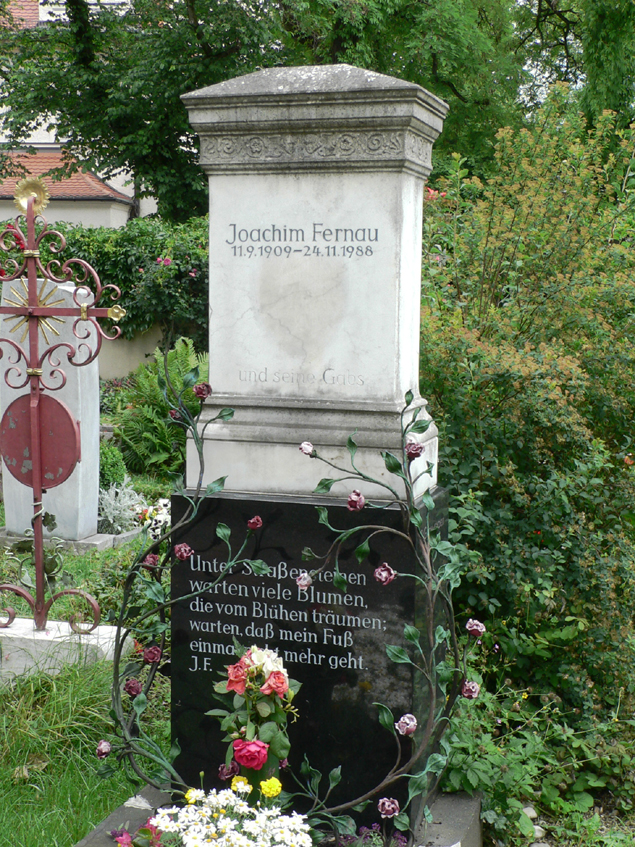
Tombe de Joachim Fernau.

C'est au IXe siècle que le cimetière de Bogenhausen est documenté et au fil des siècles il abrite des familles du village qui finit par être rattaché à Munich en 1892. Le vieux cimetière paroissial est géré par la municipalité de Munich à partir de 1902. Il est complètement réaménagé en 1952 et en 1959 la section municipale, la division n° 3 et tout le long des murs d'enceinte sont conçus en forme de jardin ouvert et les anciennes tombes détruites. En général les concessions sont réservées pour une quinzaine d'années et doivent être réclamées pour être prolongées[réf. nécessaire].

## Personnalités inhumées
- L'acteur Rolf Boysen (1920–2014)

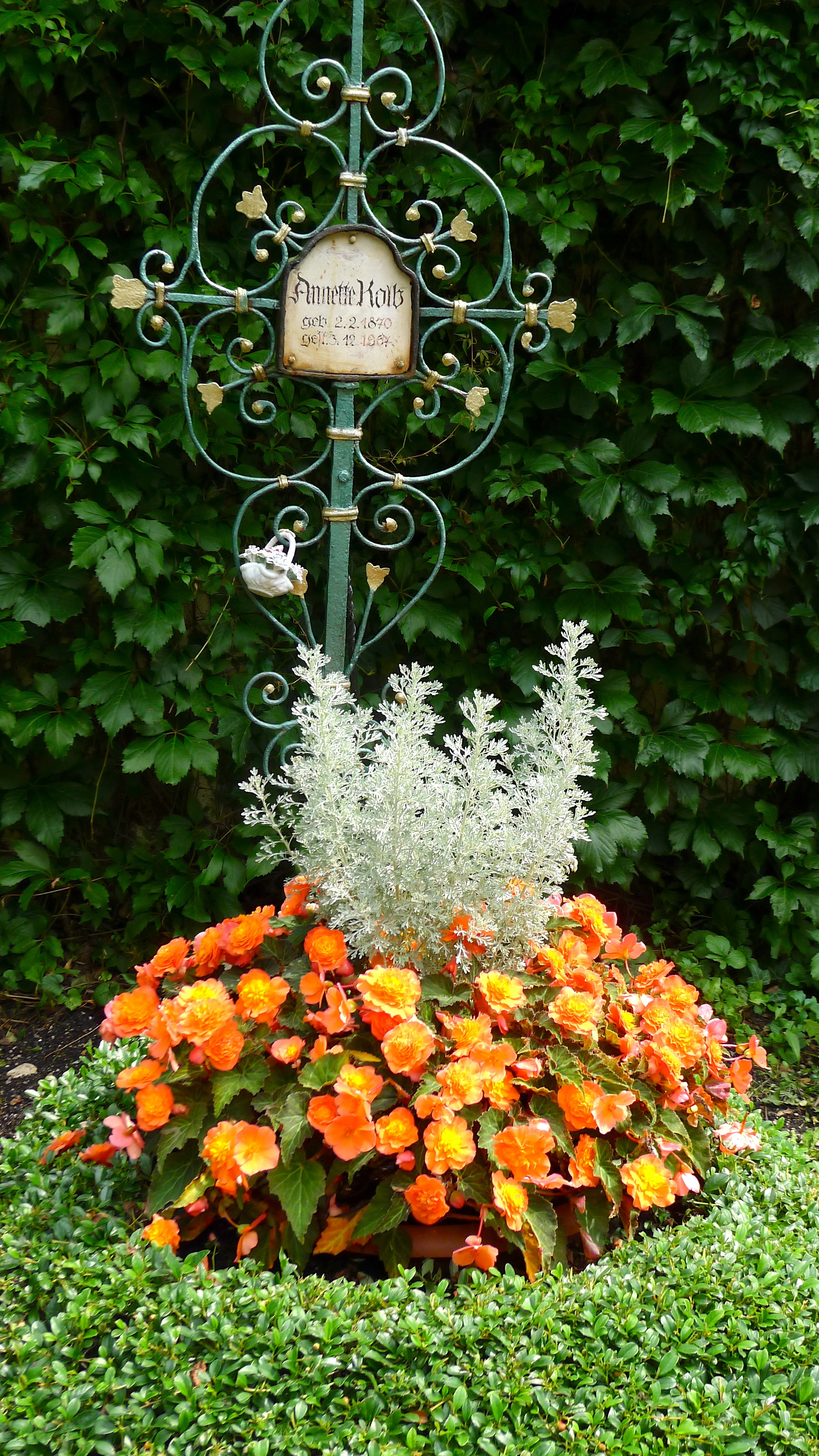
Sépulture d'Annette Kolb.

- L'écrivain Joseph Breitbach (1903–1980)
- L'acteur et cinéaste Gerd Brüdern (1920–1968)
- Le réalisateur Helmut Dietl (1944–2015)
- L'acteur Friedrich Domin (1902–1961)
- Le dramaturge Tankred Dorst (1925–2017)
- Le producteur de films Bernd Eichinger (1949–2011)
- Le cinéaste Rainer Werner Fassbinder (1945–1982)
- Le musicien Max Christian Feiler (1904–1973)
- L'homme de lettres Joachim Fernau (1909–1988)
- L'acteur Helmut Fischer (1926–1997)
- Le romancier Oskar Maria Graf (1894–1967)
- L'acteur Robert Graf (1923–1966)
- L'homme de presse Ernst Hanfstaengl (1887–1975)
- Le publiciste Wilhelm Hausenstein (1882–1957)
- L'actrice Margot Hielscher (1919–2017)
- L'actrice Gisela Hoeter (1922–2010)
- L'architecte Ernst Hürlimann (1921–2001)
- L'homme de lettres Erich Kästner (1899–1974)
- L'actrice Liesl Karlstadt (Elisabeth Wellano) (1892–1960)
- L'acteur Alexander Kerst (1924–2010)
- Le chef d'orchestre Hans Knappertsbusch (1888–1965)
- La romancière Annette Kolb (1870–1967)
- L'acteur Werner Kreindl (1927–1992)
- L'astronome Johann von Lamont (1805–1879)
- Le cinéaste Hans Lietzau (1913–1991)
- L'architecte Hansjakob Lill (1913–1967)
- L'acteur Siegfried Lowitz (1914–1999)
- Le producteur de musique Monti Lüftner (1931–2009)
- L'essayiste, traducteur et journaliste Peter de Mendelssohn (1908–1982)
- Le sculpteur Karl Romeis (1895–1960)
- Le portraitiste Karl Friedrich Roth (1890–1960)
- L'entrepreneur Josef Schörghuber (1920–1995)
- Le couturier Heinz Schulze-Varell (1907–1985)
- L'acteur et metteur en scène Hans Schweikart (1895–1975)
- L'acteur Walter Sedlmayr (1926–1990)
- L'astronome Hugo von Seeliger (1849–1924)
- L'astronome Johann Georg von Soldner (1776–1833)
- L'homme politique (SPD) Hans-Jochen Vogel (1926–2020)
- L'acteur Peter Vogel (1937–1978)
- L'acteur Rudolf Vogel (1900–1967)
- L'acteur Gustl Waldau (Gustav Theodore Clemens Robert Freiherr von Rummel) (1871–1958)
- L'acteur Carl Wery (1897–1975)